# Gran Premio motociclistico di Spagna 2014
Il  Gran Premio motociclistico di Spagna 2014 è stato la quarta prova del motomondiale del 2014. Si è trattato della 59ª edizione del GP di Spagna e si è disputato il 4 maggio 2014 sul circuito di Jerez de la Frontera; le vittorie sono state di: Marc Márquez in MotoGP, Mika Kallio in Moto2 e Romano Fenati in Moto3.

## MotoGP
Dopo aver ottenuto la pole position al sabato, Marc Márquez ha ottenuto anche la vittoria, la sua quarta consecutiva dall'inizio della stagione, precedendo sul traguardo Valentino Rossi e Dani Pedrosa. Tra le moto Open si è imposto Aleix Espargaró giunto al settimo posto assoluto. Dal punto di vista statistico, Jorge Lorenzo segna la duecentesima presenza nel motomondiale, mentre per Márquez si tratta del suo centesimo GP.
Il giro più veloce in gara è stato anch'esso di Marquez; il pilota spagnolo comanda anche la classifica iridata a punteggio pieno.
A causa di una caduta durante il warm-up, non ha preso il via Danilo Petrucci rimasto infortunato.

### Arrivati al traguardo
| Pos. | Nº | Pilota           | Squadra                   | Motocicletta       | Giri | Tempo           | Griglia | Punti |
| ---- | -- | ---------------- | ------------------------- | ------------------ | ---- | --------------- | ------- | ----- |
| 1º   | 93 | Marc Márquez     | Repsol Honda              | Honda RC213V       | 27   | 45min 24s 134ms | 1º      | 25    |
| 2º   | 46 | Valentino Rossi  | Movistar Yamaha           | Yamaha YZR-M1      | 27   | +1.431          | 4º      | 20    |
| 3º   | 26 | Dani Pedrosa     | Repsol Honda              | Honda RC213V       | 27   | +1.529          | 3º      | 16    |
| 4º   | 99 | Jorge Lorenzo    | Movistar Yamaha           | Yamaha YZR-M1      | 27   | +8.541          | 2º      | 13    |
| 5º   | 4  | Andrea Dovizioso | Ducati Team               | Ducati Desmosedici | 27   | +27.494         | 6º      | 11    |
| 6º   | 19 | Álvaro Bautista  | GO&FUN Honda Gresini      | Honda RC213V       | 27   | +27.606         | 10º     | 10    |
| 7º   | 41 | Aleix Espargaró  | NGM Forward Racing        | Forward Yamaha     | 27   | +27.917         | 5º      | 9     |
| 8º   | 38 | Bradley Smith    | Monster Yamaha Tech 3     | Yamaha YZR-M1      | 27   | +27.947         | 9º      | 8     |
| 9º   | 44 | Pol Espargaró    | Monster Yamaha Tech 3     | Yamaha YZR-M1      | 27   | +29.419         | 8º      | 7     |
| 10º  | 6  | Stefan Bradl     | LCR Honda                 | Honda RC213V       | 27   | +32.872         | 7º      | 6     |
| 11º  | 69 | Nicky Hayden     | Drive M7 Aspar            | Honda RCV1000R     | 27   | +35.490         | 12º     | 5     |
| 12º  | 7  | Hiroshi Aoyama   | Drive M7 Aspar            | Honda RCV1000R     | 27   | +40.083         | 13º     | 4     |
| 13º  | 45 | Scott Redding    | GO&FUN Honda Gresini      | Honda RCV1000R     | 27   | +43.830         | 18º     | 3     |
| 14º  | 68 | Yonny Hernández  | Energy T.I. Pramac Racing | Ducati Desmosedici | 27   | +52.295         | 19º     | 2     |
| 15º  | 8  | Héctor Barberá   | Avintia Racing            | Avintia GP14       | 27   | +54.873         | 24º     | 1     |
| 16º  | 70 | Michael Laverty  | Paul Bird Motorsport      | PBM                | 27   | +1:06.182       | 21º     |       |
| 17º  | 23 | Broc Parkes      | Paul Bird Motorsport      | PBM                | 27   | +1:23.420       | 23º     |       |

### Ritirati
| Nº | Pilota         | Squadra               | Motocicletta       | Giri | Griglia |
| -- | -------------- | --------------------- | ------------------ | ---- | ------- |
| 5  | Colin Edwards  | NGM Forward Racing    | Forward Yamaha     | 26   | 11º     |
| 29 | Andrea Iannone | Pramac Racing         | Ducati Desmosedici | 22   | 15º     |
| 63 | Mike Di Meglio | Avintia Racing        | Avintia GP14       | 21   | 22º     |
| 17 | Karel Abraham  | Cardion AB Motoracing | Honda RCV1000R     | 10   | 16º     |
| 35 | Cal Crutchlow  | Ducati Team           | Ducati Desmosedici | 4    | 14º     |
| 51 | Michele Pirro  | Ducati Team           | Ducati Desmosedici | 2    | 17º     |

### Non partito
| Nº | Pilota          | Squadra            | Motocicletta | Griglia |
| -- | --------------- | ------------------ | ------------ | ------- |
| 9  | Danilo Petrucci | IodaRacing Project | ART          | 20º     |

## Moto2
Anche in questa classe, come in quella superiore, il vincitore è stato lo stesso che aveva ottenuto la pole position; in questo caso è stato il finlandese Mika Kallio in sella ad una Kalex. Sul traguardo ha preceduto lo svizzero Dominique Aegerter su Suter e il tedesco Jonas Folger su Kalex, con quest'ultimo, al primo podio in Moto2, che ha ottenuto anche il giro più veloce in gara.
Ai piedi del podio è giunto Esteve Rabat che con questo risultato ha mantenuto la testa della classifica mondiale.

### Arrivati al traguardo
| Pos. | Nº | Pilota              | Squadra                    | Motocicletta       | Giri | Tempo           | Griglia | Punti |
| ---- | -- | ------------------- | -------------------------- | ------------------ | ---- | --------------- | ------- | ----- |
| 1º   | 36 | Mika Kallio         | Marc VDS Racing            | Kalex Moto2        | 26   | 44min 56s 004ms | 1º      | 25    |
| 2º   | 77 | Dominique Aegerter  | Technomag carXpert         | Suter MMX2         | 26   | +2.434          | 5º      | 20    |
| 3º   | 94 | Jonas Folger        | AGR Team                   | Kalex Moto2        | 26   | +3.668          | 7º      | 16    |
| 4º   | 53 | Esteve Rabat        | Marc VDS Racing            | Kalex Moto2        | 26   | +5.431          | 6º      | 13    |
| 5º   | 40 | Maverick Viñales    | Pons HP 40                 | Kalex Moto2        | 26   | +9.786          | 8º      | 11    |
| 6º   | 39 | Luis Salom          | Pons HP 40                 | Kalex Moto2        | 26   | +11.356         | 3º      | 10    |
| 7º   | 19 | Xavier Siméon       | Federal Oil Gresini        | Suter MMX2         | 26   | +18.112         | 12º     | 9     |
| 8º   | 5  | Johann Zarco        | AirAsia Caterham           | Caterham Suter     | 26   | +21.508         | 10º     | 8     |
| 9º   | 11 | Sandro Cortese      | Dynavolt Intact GP         | Kalex Moto2        | 26   | +21.608         | 2º      | 7     |
| 10º  | 12 | Thomas Lüthi        | Interwetten Paddock        | Suter MMX2         | 26   | +22.811         | 4º      | 6     |
| 11º  | 95 | Anthony West        | QMMF Racing                | Speed Up SF14      | 26   | +43.284         | 24º     | 5     |
| 12º  | 81 | Jordi Torres        | Mapfre Aspar               | Suter MMX2         | 26   | +43.405         | 22º     | 4     |
| 13º  | 88 | Ricard Cardús       | Tech 3                     | Tech 3 Mistral 610 | 26   | +43.906         | 14º     | 3     |
| 14º  | 60 | Julián Simón        | Italtrans Racing           | Kalex Moto2        | 26   | +44.100         | 16º     | 2     |
| 15º  | 4  | Randy Krummenacher  | IodaRacing Project         | Suter MMX2         | 26   | +44.434         | 25º     | 1     |
| 16º  | 49 | Axel Pons           | AGR Team                   | Kalex Moto2        | 26   | +44.708         | 28º     |       |
| 17º  | 15 | Alex De Angelis     | Tasca Racing               | Suter MMX2         | 26   | +45.004         | 19º     |       |
| 18º  | 54 | Mattia Pasini       | NGM Forward Racing         | Forward KLX        | 26   | +45.987         | 18º     |       |
| 19º  | 14 | Ratthapark Wilairot | AirAsia Caterham           | Caterham Suter     | 26   | +47.440         | 17º     |       |
| 20º  | 21 | Franco Morbidelli   | Italtrans Racing           | Kalex Moto2        | 26   | +57.176         | 23º     |       |
| 21º  | 55 | Hafizh Syahrin      | Petronas Raceline Malaysia | Kalex Moto2        | 26   | +1:02.628       | 26º     |       |
| 22º  | 45 | Tetsuta Nagashima   | Teluru Team JiR Webike     | TSR 6              | 26   | +1:03.716       | 29º     |       |
| 23º  | 97 | Román Ramos         | QMMF Racing                | Speed Up SF14      | 26   | +1:04.330       | 33º     |       |
| 24º  | 25 | Azlan Shah          | Idemitsu Honda Team Asia   | Kalex Moto2        | 26   | +1:05.423       | 31º     |       |
| 25º  | 57 | Edgar Pons          | Pons HP 40                 | Kalex Moto2        | 26   | +1:05.657       | 34º     |       |
| 26º  | 8  | Gino Rea            | AGT Rea Racing             | Suter MMX2         | 26   | +1:06.666       | 27º     |       |
| 27º  | 70 | Robin Mulhauser     | Technomag carXpert         | Suter MMX2         | 26   | +1:13.620       | 30º     |       |
| 28º  | 10 | Thitipong Warokorn  | APH PTT The Pizza SAG      | Kalex Moto2        | 26   | +1:19.045       | 32º     |       |

### Ritirati
| Nº | Pilota              | Squadra                  | Motocicletta       | Giri | Griglia |
| -- | ------------------- | ------------------------ | ------------------ | ---- | ------- |
| 30 | Takaaki Nakagami    | Idemitsu Honda Team Asia | Kalex Moto2        | 25   | 13º     |
| 3  | Simone Corsi        | NGM Forward Racing       | Forward KLX        | 24   | 11º     |
| 22 | Sam Lowes           | Speed Up                 | Speed Up SF14      | 18   | 15º     |
| 23 | Marcel Schrötter    | Tech 3                   | Tech 3 Mistral 610 | 11   | 9º      |
| 96 | Louis Rossi         | SAG Team                 | Kalex Moto2        | 8    | 21º     |
| 7  | Lorenzo Baldassarri | Gresini Moto2            | Suter MMX2         | 7    | 20º     |

### Non partito
| Nº | Pilota        | Squadra      | Motocicletta |
| -- | ------------- | ------------ | ------------ |
| 18 | Nicolás Terol | Mapfre Aspar | Suter MMX2   |

## Moto3

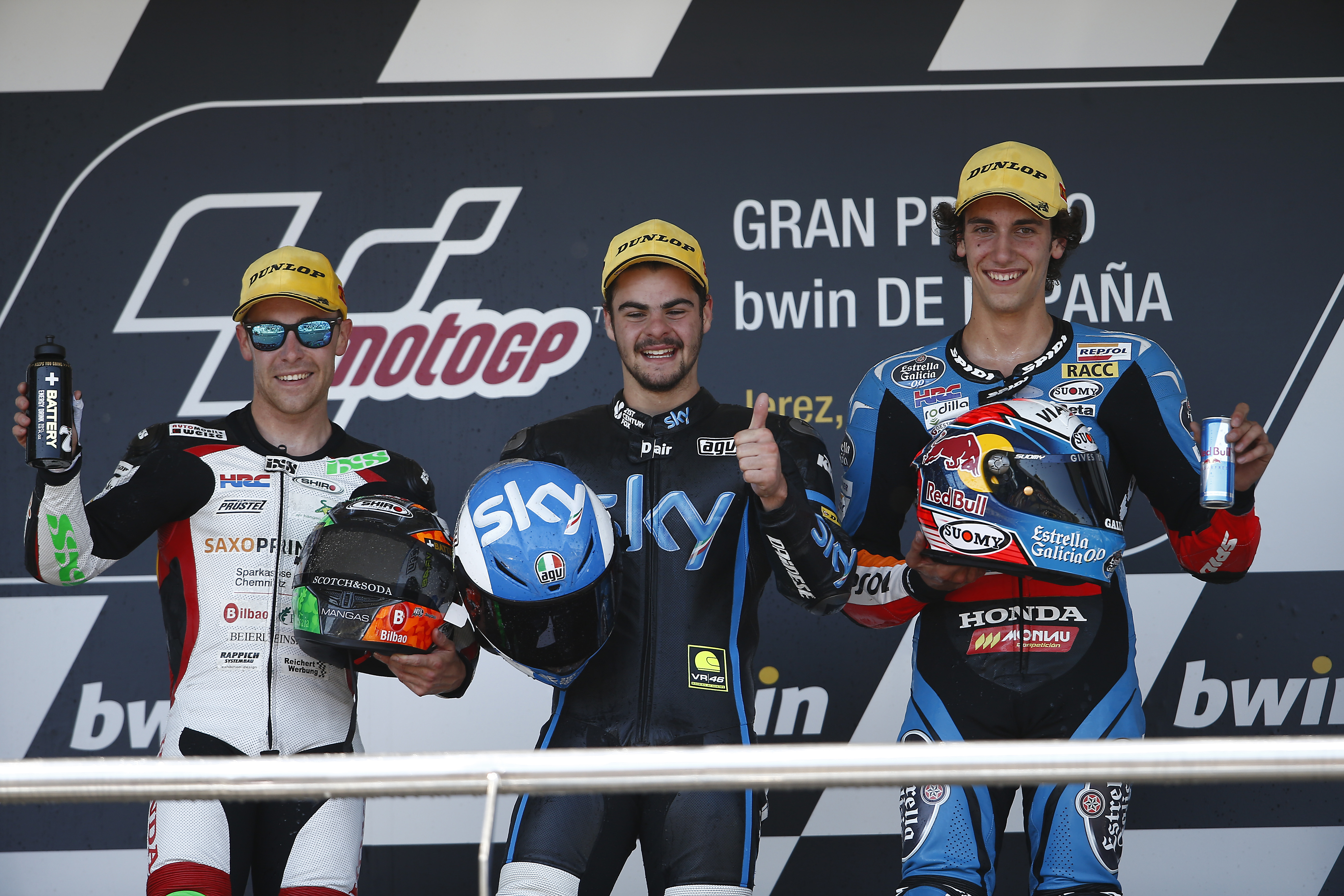
Vázquez (secondo), Fenati (primo) e Rins (terzo), compongono il podio della classe Moto3

Nella prima gara disputatasi nella giornata e riservata alle moto di minor cilindrata, si è imposto Romano Fenati su KTM al secondo successo consecutivo dopo quello in Argentina. La vittoria di Fenati è stata anche la cinquantesima vittoria della KTM nella storia del motomondiale.
Sugli altri due gradini del podio sono giunti Efrén Vázquez e Álex Rins, entrambi su Honda.
Il pilota che era partito in pole position, l'australiano Jack Miller, è giunto al quarto posto, risultato che gli ha consentito di continuare a comandare la classifica iridata della classe.

### Arrivati al traguardo
| Pos. | Nº | Pilota              | Squadra                          | Motocicletta        | Giri | Tempo           | Griglia | Punti |
| ---- | -- | ------------------- | -------------------------------- | ------------------- | ---- | --------------- | ------- | ----- |
| 1º   | 5  | Romano Fenati       | SKY Racing Team VR46             | KTM RC 250 GP       | 23   | 41min 28s 584ms | 10º     | 25    |
| 2º   | 7  | Efrén Vázquez       | SaxoPrint-RTG                    | Honda NSF250R       | 23   | +0.144          | 7º      | 20    |
| 3º   | 42 | Álex Rins           | Estrella Galicia 0,0             | Honda NSF250R       | 23   | +0.147          | 3º      | 16    |
| 4º   | 8  | Jack Miller         | Red Bull KTM Ajo                 | KTM RC 250 GP       | 23   | +1.224          | 1º      | 13    |
| 5º   | 32 | Isaac Viñales       | Calvo Team                       | KTM RC 250 GP       | 23   | +1.244          | 4º      | 11    |
| 6º   | 84 | Jakub Kornfeil      | Calvo Team                       | KTM RC 250 GP       | 23   | +1.857          | 11º     | 10    |
| 7º   | 12 | Álex Márquez        | Estrella Galicia 0,0             | Honda NSF250R       | 23   | +3.808          | 5º      | 9     |
| 8º   | 21 | Francesco Bagnaia   | SKY Racing Team VR46             | KTM RC 250 GP       | 23   | +6.631          | 6º      | 8     |
| 9º   | 33 | Enea Bastianini     | Junior Team GO&FUN               | KTM RC 250 GP       | 23   | +11.944         | 15º     | 7     |
| 10º  | 31 | Niklas Ajo          | Avant Tecno Husqvarna Ajo        | Husqvarna FR 250 GP | 23   | +12.204         | 8º      | 6     |
| 11º  | 52 | Danny Kent          | Red Bull Husqvarna Ajo           | Husqvarna FR 250 GP | 23   | +12.685         | 13º     | 5     |
| 12º  | 10 | Alexis Masbou       | Ongetta-Rivacold                 | Honda NSF250R       | 23   | +12.839         | 18º     | 4     |
| 13º  | 17 | John McPhee         | SaxoPrint-RTG                    | Honda NSF250R       | 23   | +12.870         | 9º      | 3     |
| 14º  | 44 | Miguel Oliveira     | Mahindra Racing                  | Mahindra MGP3O      | 23   | +14.793         | 12º     | 2     |
| 15º  | 65 | Philipp Öttl        | Interwetten Paddock              | Kalex KTM           | 23   | +14.907         | 14º     | 1     |
| 16º  | 58 | Juanfran Guevara    | Mapfre Aspar                     | Kalex KTM           | 23   | +15.586         | 17º     |       |
| 17ª  | 6  | María Herrera       | Junior Team Estrella Galicia 0,0 | Honda NSF250R       | 23   | +15.753         | 16ª     |       |
| 18º  | 19 | Alessandro Tonucci  | CIP                              | Mahindra MGP3O      | 23   | +23.121         | 22º     |       |
| 19º  | 98 | Karel Hanika        | Red Bull KTM Ajo                 | KTM RC 250 GP       | 23   | +23.741         | 29º     |       |
| 20º  | 63 | Zulfahmi Khairuddin | Ongetta-AirAsia                  | Honda NSF250R       | 23   | +31.160         | 23º     |       |
| 21º  | 24 | Marcos Ramírez      | Calvo Team Laglisse              | KTM RC 250 GP       | 23   | +31.437         | 21º     |       |
| 22º  | 51 | Bryan Schouten      | CIP                              | Mahindra MGP3O      | 23   | +36.861         | 27º     |       |
| 23ª  | 22 | Ana Carrasco        | RW Racing GP                     | Kalex KTM           | 23   | +47.525         | 28ª     |       |
| 24º  | 38 | Hafiq Azmi          | SIC-AJO                          | KTM RC 250 GP       | 23   | +47.813         | 32º     |       |
| 25º  | 3  | Matteo Ferrari      | San Carlo Team Italia            | Mahindra MGP3O      | 23   | +48.115         | 31º     |       |
| 26º  | 43 | Luca Grünwald       | Kiefer Racing                    | Kalex KTM           | 23   | +48.141         | 33º     |       |
| 27º  | 95 | Jules Danilo        | Ambrogio Racing                  | Mahindra MGP3O      | 23   | +48.693         | 34º     |       |
| 28º  | 4  | Gabriel Ramos       | Kiefer Racing                    | Kalex KTM           | 23   | +1:22.490       | 35º     |       |

### Ritirati
| Nº | Pilota            | Squadra            | Motocicletta   | Giri | Griglia |
| -- | ----------------- | ------------------ | -------------- | ---- | ------- |
| 11 | Livio Loi         | Marc VDS Racing    | Kalex KTM      | 16   | 24º     |
| 41 | Brad Binder       | Ambrogio Racing    | Mahindra MGP3O | 15   | 30º     |
| 9  | Scott Deroue      | RW Racing GP       | Kalex KTM      | 14   | 26º     |
| 91 | Gabriel Rodrigo   | RBA Racing         | KTM RC 250 GP  | 7    | 19º     |
| 23 | Niccolò Antonelli | Junior Team GO&FUN | KTM RC 250 GP  | 2    | 2º      |
| 61 | Arthur Sissis     | Mahindra Racing    | Mahindra MGP3O | 2    | 25º     |
| 57 | Eric Granado      | Calvo Team         | KTM RC 250 GP  | 0    | 20º     |